# Johann Fransoyser
Johann Fransoyser (nachweisbar von 1279 bis 1312) war ein Ratsherr in Hamburg sowie Verwalter der dortigen Dombaukasse.

## Leben und Wirken
Fransoyser stammte vermutlich aus einer französischen Familie. In Hamburg war er als reicher Kaufmann tätig und zwischen 1286 und 1312 Ratsherr. Im August 1306 verhandelte er gemeinsam mit den Bürgermeistern Otto de Twedorpe und Johannes de Monte sowie anderen Ratsherren mit den Holstengrafen, um diese während regionaler Kämpfe mit Lebensmitteln zu versorgen. Zudem verwaltete er die Bauhütte des Hamburger Domkapitels und stiftete im Oktober 1306 für sich und seine Familie einen mit 300 Mark dotierten Altar für die St. Nikolaikirche.
Johann Fransoyser war verheiratet mit Margaretha, einer Tochter von Nicolaus Clericus. Das Ehepaar hatte mindestens zwei Söhne, Nicolaus und Johannes.